# Niverville (New York)
Pour les articles homonymes, voir Niverville.
Niverville est une census-designated place du comté de Columbia, dans l'État de New York, aux États-Unis,. En 2020, elle compte une population de 1 508 habitants.